# Bordetella pertussis
Bordetella pertussis je gramnegativní nepohyblivý striktně aerobní kokobacil bez pouzdra. Způsobuje závažné onemocnění respiračního traktu zvané černý kašel. Je náročný na kultivaci a roste až po třech dnech.

## Historie
Černý kašel je relativně nové onemocnění. Jako první popsal onemocnění francouzský lékař Guillaume de Baillou po epidemii v roce 1578. Původce onemocnění poté izolovali a identifikovali Jules Bordet a Octave Gengou.

## Taxonomie
Rod Bordetella obsahuje devět druhů, B. pertussis, B. parapertussis, B. bronchiseptica, B. avium, B. hinzii, B. holmesii, B. trematum, B. ansorpii a B.petrii. První tři jmenované a možná B. holmesii tvoří blízce příbuznou fylogenetickou skupinu.
Stejně jako Bordetella pertussis je B. parapertussis lidský patogen vyvolávající onemocnění podobné černému kašli. B. bronchiseptica infikuje řadu savčích hostitelů včetně člověka a také způsobuje respirační onemocnění. Oproti B. bronchiseptice má B. pertussis značně redukovaný genom. Jako příčiny lze uvést adaptaci na striktně lidského hostitele a zároveň ztrátu možnosti přežívat mimo hostitele.

## Patogeneze a patogenita
Inkubační doba onemocnění je 7-10 dní. Symptomy první fáze, takzvané katarhální fáze, se podobají běžné rýmě. Zahrnují vysokou produkci tekutého hlenu v nosní dutině, kýchání a slabý kašel. Většinou nejsou doprovázeny teplotou. v této fázi se přenáší se kapénkovou infekcí. Další 3-8 týdnů probíhá fáze kašle, nazývaného dávivý. Typické jsou záchvaty suchého kašle, při kterých se nemocný nemůže nadechnout, dáví se a může zvracet.
Pro kojence může být infekce smrtelná.

### Molekulární mechanizmy infekce
Bordetella pertussis vlastní mnoho struktur specializovaných pro infekci lidského hostitele. Mezi virulenční faktory patří povrchové struktury a sekretované molekuly.

#### Faktory virulence
Mezi virulenční faktory patří adheziny a toxiny. Adheziny jsou povrchové struktury, zprostředkovávají vazbu na buňky epitelu dýchacího traktu. Hlavními adheziny B. pertussis jsou fimbrie, filamentózní hemaglutinin (FHA) a pertactin. Toxinů má B. pertussis několik, jmenovitě se jedná o pertusový toxin, adenylát cyklázový toxin, dermonekrotický toxin a tracheální cytotoxin.
Fimbrie B. pertussis jsou dlouhé vláknité struktury nesoucí na konci adhezivní podjednotku FimD. Bordetella pertussis produkuje dva typy fimbrií, Fim2 a Fim3, které se liší molekulární hmotností. FHA je protein se strukturou pravotočivého β-helixu a opakovaných β-listů, na povrchu bakterií se objevuje ve velkém množství v exponenciální fázi. Ve stacionární fázi se od buněk odděluje. Jednotlivé FHA proteiny spolu agregují. Pertactin má podobnou strukturu jako FHA.
Toxiny jsou nejčastěji sekretované molekuly. Nejprozkoumanějším toxinem je bezpochyby pertusový toxin . Kovalentně modifikuje trimerní G proteiny ADP-ribózou, výsledkem může být uvolnění inhibice buněčné adenylát cyklázy, aktivace fosfolipázy A a fosfolipázy C a aktivace napěťově ovládaných iontových kanálů. Adenylát cyklázový toxin se zabudovává do membrány cílové buňky a má vlastní adenylát-cyklázovou aktivitu, přímo katalyzuje přeměnu ATP na cyklický AMP (cAMP). cAMP je důležit druhý posel podílející se na regulaci mnoha buněčných drah. Adenylát cyklázový toxin může také tvořit kanály v membráně, které jsou selektivní pro kationty a ruší membránový gardient. Tracheální cytotoxin je složený z disacharidu a muramyl-tetrapeptidu z buněčné stěny. Zvyšuje produkci inducibilní syntázy oxidu dusného. Produkovaný oxid dusný se podílí na destrukci cilií v dýchacích cestách a produkci prozánětlivého interleukinu 1. Role dermonekrotického toxinu je zatím nejasná, mimo jiné proto, že není sekretován z bakterie.
Mezi virulenční faktory lze počítat i sekreční systém typu 3 a jeho sekretované efektory.
Bakterie vlastní několik mechanismů k úniku před komplementovou kaskádou.

#### Regulace
Lokus obsahující geny pro virulenční faktory jsou regulované dvoukomponentovým systémem BvgAS. Při růstu v normálním médiu je BvgA fosforylovaný a tedy schopný regulace (Bvg+), inaktivní (Bvg-) je například v nízké teplotě, nebo při růstu s přidaným MgSO4. K expresi virulenčních faktorů dochází v Bvg+ fázi.

#### Vliv na imunitní systém
Kromě inhibice pohybu řasinkového epitelu působí B. pertussis inhibičně i na imunitní reakci organismu. Účinky zmíněných virulenčních faktorů vedou k omezení migrace a funkce efektorových buněk imunitního systému. Npříklad pertusový toxin snižuje funkci makrofágů v plicních tkáních, zároveň omezuje migraci neutrofilů a T lymfocytů do postižených plic. Adenylát cyklázový toxin blokuje fagocytózu neutrofilů a omezuje dozrávání dendritických buněk a jejich migraci do lymfatických uzlin. Tím zamezuje jejich funkci antigen-prezentujících buněk.

## Prevence
Černý kašel je onemocnění, proti kterému se plošně očkuje od poloviny 20. století. Původní celobuněčné vakcíny vyrobené z chemicky inaktivovaných bakterií jsou postupně nahrazovány acelulárními vakcínami. Ty obsahují pouze vybrané přečištěné povrchové antigeny, nejčastěji pertusový toxin, fimbrie, filamentózní hemaglutinin a pertaktin. Očkuje se dohromady se záškrtem a tetanem. V České republice je acelulární vakcína proti B. pertussis součástí kojenecké hexavakcíny.

## Terapie
Léčí se makrolidy, zejména klarithromycinem. Ideální je nasazení léčby v inkubační době, nebo v katarhální fázi. Podání až ve fázi dávivého kašle neurychlí uzdravení, pouze může snížit riziko transmise na další osoby.